# Vier Heilige in drei Akten
Four Saints in Three Acts (Vier Heilige in drei Akten) ist eine 1928 von Virgil Thomson komponierte Oper mit einem Libretto von Gertrude Stein aus dem Jahr 1927. In der Oper treten etwa 20 Heilige auf, und sie besteht aus mindestens vier Aufzügen. Die Uraufführung war in Form, Inhalt und aufgrund der ausschließlich schwarzen Besetzung bahnbrechend. Die Oper gilt als „der größte Triumph des Avantgarde-Theaters seiner Zeit“.

## Charaktere
In der Oper geht es um zwei spanische Heilige aus dem 16. Jahrhundert – den ehemaligen Söldner Ignatius von Loyola und die Mystikerin Teresa von Avila – sowie um ihre realen und imaginären Kollegen: hl. Plan, hl. Settlement, hl. Plot, hl. Chavez usw.
Thomson beschloss, die Rolle der heiligen Teresa auf zwei Sänger aufzuteilen, „St. Teresa I“ und „St. Teresa II“, und fügte den Zeremonienmeister und die Zeremonienmeisterin hinzu, die Steins Regieanweisungen singen.

## Handlung
Nachdem der Chor ein Vorspiel gesungen hat, findet der erste Akt in der Kathedrale von Ávila statt; er trägt den Titel „Die heilige Teresa halb drinnen und halb draußen“. Im zweiten Akt „Könnten es Berge sein, wenn es nicht Barcelona wäre“ geht es um ein Fernrohr und den Blick auf ein himmlisches Haus. Der dritte Akt, „Der heilige Ignatius und einer von zwei buchstäblich“, schildert ein Picknick und enthält Ignatius’ Arie „Pigeons on the grass alas“. Er endet mit einem tangoähnlichen Ballett. Der kurze vierte Akt („Die Schwestern und Heiligen haben sich wieder versammelt und erzählen, warum sie weggegangen sind, um zu bleiben“) spielt im Garten eines Klosters. Bevor der Vorhang fällt, verkündet der Zeremonienmeister: „Letzter Akt“, und der Chor antwortet: „Das ist eine Tatsache“ (last act, that’s a fact).

## Aufführungsgeschichte
Nach seiner Premiere am 7. Februar 1934 im Wadsworth Atheneum in Hartford, Connecticut, Four Saints in Three Acts wurde am Broadway im 44th Street Theatre am 20. Februar 1934 eröffnet. Die Oper zeichnete sich dadurch aus, dass sie sich über viele Aspekte der traditionellen Aufführung hinwegsetzte. Steins Libretto konzentrierte sich mehr auf die Affinität zu den Klängen der Worte als auf die Darstellung einer Erzählung. Die Musik von Thomson war in ihrer Einfachheit unkonventionell. Eva Jessye, eine Pionierin der schwarzen Musik in New York, leitete die Sängerinnen und Sänger und ihren Chor bei der Produktion. Regie führte John Houseman, der 31 Jahre alt war und sich nach seiner Tätigkeit auf dem internationalen Getreidemarkt erst kürzlich dem Theater zugewandt hatte. Das Bühnenbild der ersten Inszenierung, das von der Künstlerin Florine Stettheimer entworfen wurde, umfasste innovative Zellophan-Kulissen und eine strahlend reinweiße Beleuchtung, und die Kostüme (ebenfalls von Stettheimer) waren aus farbenfroher Spitze, Seide und Taft. Die Choreografie wurde von Frederick Ashton übernommen (nachdem George Balanchine den Auftrag abgelehnt hatte). Ungewöhnlich war auch die Darstellung der europäischen Heiligen durch eine rein schwarze Besetzung, für die es in der amerikanischen Theatergeschichte keinen Präzedenzfall gab. Während die Kritiker geteilter Meinung waren, akzeptierte das Publikum die von den Sängern geschaffene Fantasiewelt.
Die Oper wurde später als konzertantes Oratorium aufgeführt, wie in den Rundfunkübertragungen von 1942 und 1947. Außerdem wurde eine Produktion in der Town Hall unter der Leitung von Alexander Smallens aufgeführt, bei der John Serry Sr. als Akkordeonist des Orchesters und Leonard De Paur als Chorleiter mitwirkten. Bühnenaufführungen gab es 1952 und 1973. Im Jahr 1981 wurde anlässlich des fünfundachtzigsten Geburtstags von Thomson eine Konzertfassung in New York aufgeführt. Bei dieser Aufführung sangen u. a. Betty Allen und Benjamin Matthews Hauptrollen.
Die Beteiligung von Fotografen wie Lee Miller, Carl Van Vechten und George Platt Lynes an der Dokumentation und Wiedergabe der Aufführungen im Jahr 1934 wird in einer Ausstellung von Fotografien und Ephemera in der Photographers’ Gallery in London im Oktober 2017 präsentiert; ein Begleitbuch mit Kritiken wurde anlässlich der Ausstellung veröffentlicht.
Es gab im Jahr 1996 eine Inszenierung von Robert Wilson an der Houston Grand Opera und 2000 vom Choreographen Mark Morris, der sein von der Oper abgeleitetes Tanzstück in England und den USA aufführte. Im Jahr 2022 inszenierte das Doxsee Theater in New York Steins Text als gesprochene Ein-Mann-Show.